# Loki (TV-serie)
Loki är en amerikansk TV-serie från 2021, skapad av Michael Waldron. Serien är baserad på Marvel Comics seriefigur med samma namn. 
Loki produceras av Marvel Studios, med Waldron som huvudförfattare och Kate Herron regisserar för första säsongen.
Serien hade premiär den 9 juni 2021 på streamingtjänsten Disney+ och den första säsongen består av sex avsnitt. Den andra säsongen hade premiär den 5 oktober 2023, även den med sex avsnitt.

## Handling
Handlingen utspelar sig i Marvel Cinematic Universe (MCU). Loke tas till den mystiska Time Variance Authority-organisationen (TVA) efter att ha stulit "The Tesseract" under händelserna i Avengers: Endgame (2019) och reser genom tiden för att förändra mänsklighetens historia och ta reda på TVAs mystiska bakgrund.

## Rollista (i urval)
- Tom Hiddleston – Loke
- Gugu Mbatha-Raw – Ravonna Renslayer
- Wunmi Mosaku – Hunter B-15
- Tara Strong – Miss Minutes
- Owen Wilson – Mobius M. Mobius
- Sophia Di Martino – Sylvie
- Sasha Lane – Hunter C-20
- Richard E. Grant – Classic Loki
- Jonathan Majors – He Who Remains, Victor Timely
- Jonathan Ke Quan – Ouroboros
- Rafael Casal – Brad Wolfe (X-5)
- Eugene Cordero – Casey

## Släpp
Loki debuterade på Disney+ den 9 juni 2021 och släpptes varje onsdag sex veckor i streck. Serien var ursprungligen planerad att släppas i maj 2021, innan den flyttades till 11 juni 2021 och sedan till två dagar innan det.
Andra säsongen släpptes den 6 oktober 2023 med ett liknande koncept, ett nytt avsnitt varje fredag över sex veckor.

## Produktion
Första säsongen av serien började spelas in i januari 2020 på Trilith Studios i Atlanta, Georgia. Inspelningarna påverkades av COVID-19-pandemin och fick stoppas helt från den 14 mars 2020 till den 17 september samma år.
Inspelningarna för den andra säsongen påbörjades den 13 juni 2022 på Pinewood Studios utanför London. Senare under juli 2022 pågick inspelningarna på olika platser runt om London och i Kent. Säsongen blev färdiginspelad i oktober samma år. Serien var helt och hållet färdiginspelad vid detta tillfälle vilket inte är vanligt hos Marvel-filmer då det ofta görs omtagningar i efterhand. Detta blev en stor fördel för seriens produktion då det både lämnade serien opåverkad av Sag-Aftra strejken och brottsanklagelserna mot en av seriens huvudskådespelare Jonathan Majors som kom i mars 2023.